# Andrea Cianchi

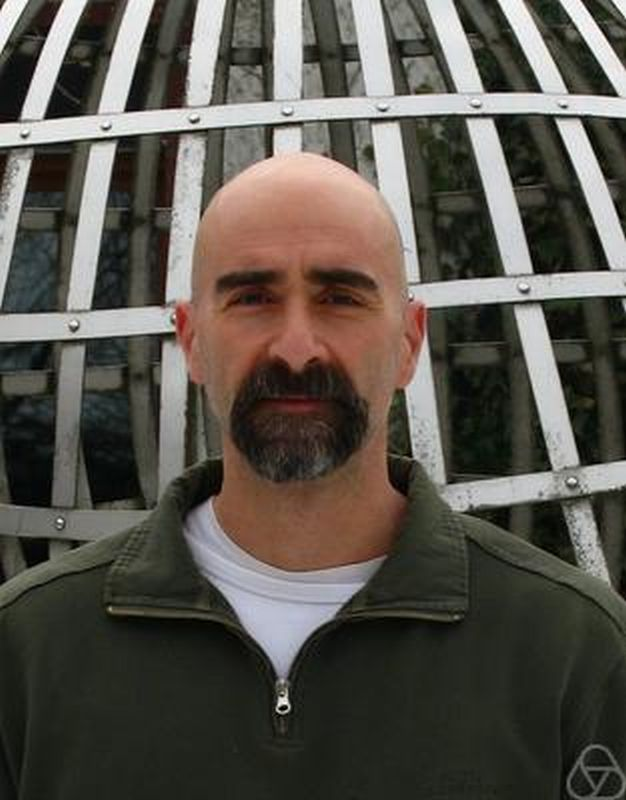
Andrea Cianchi, Oberwolfach 2010

Andrea Cianchi (* 16. Februar 1963 in Florenz) ist ein italienischer Mathematiker, der sich mit Partiellen Differentialgleichungen insbesondere unter geometrischen Aspekten befasst.
Cianchi wurde 1993 an der Universität Florenz in Mathematik promoviert, an der er auch 1986 seinen Laurea-Abschluss erhielt. 1990 wurde er Assistenzprofessor an der Universität Florenz, an der er 2000 eine volle Professur erhielt. 2005 bis 2008 stand er der Fakultät für Mathematik und ihrer Anwendungen in der Architektur vor.
2005 charakterisierte er mit Miroslav Chlebik und Nicola Fusco  Mengen in der geometrischen Maßtheorie, deren Durchmesser (im Sinne von Renato Caccioppoli und Ennio De Giorgi) invariant gegenüber Steiner Symmetrisierung ist.
2008 war er leitender Wissenschaftler im nationalen italienischen Forschungsprojekt Geometric aspects of partial differential equations and related topics. 2014 erhielt er den Premio Gaetano Fichera der Unione Matematica Italiana.

## Schriften
- Elliptic equations on manifolds and isoperimetric inequalities, Proc. Roy. Soc. Edinburgh A, Band 114, 1990, S. 213–227
- mit V.Maz'ya: On the discreteness of the spectrum of the Laplacian on noncompact Riemannian manifolds, Journal of Differential Geometry, Band 87, 2011, S. 469–491
- mit  V. Maz'ya: Sobolev inequalities in arbitrary domains,  Advances in Mathematics, Band 293, 2016, S. 644–696. Arxiv
- mit M. Chlebik,  N. Fusco: The perimeter inequality under Steiner symmetrization: cases of equality, Annals of Mathematics, Band 162, 2005, S. 525–555